# Skamhed (norra)
Skamhed är en bebyggelse i Järna socken i Vansbro kommun i Dalarnas län. År 1990 avgränsades bebyggelsen i norra delen till en separat småort för att därefter räknas som en del av den gemensamma småorten.